# Leptotrichella yuennanensis
Leptotrichella yuennanensis là một loài Rêu trong họ Dicranaceae. Loài này được (C. Gao) Ochyra mô tả khoa học đầu tiên năm 1997.